# 中部国際医療センター
中部国際医療センター（ちゅうぶこくさいいりょうセンター、英: Central Japan International Medical Center）は、岐阜県美濃加茂市にある民間の総合病院である。社会医療法人厚生会が運営する。病院理念は「全ては病める人のために」。
早くからがん治療に取り組んでおり、岐阜県で最初にPETを導入している。がん治療の評価が高く、地域がん診療連携拠点病院である。
ヘリポートも併設されている。

## 概要
中濃地域の中核病院として機能している。1913年（大正2年）4月に開設された診療所である「回生院」（後の大場病院）に始まり、岐阜県を中心とした東海地方の地域医療に貢献している。
地域医療支援病院、地域がん診療連携拠点病院、地域災害医療センターなどに指定され、2次救急病院として、当該地域の救急患者の8割を受け入れているなど、救急指定病院としての体制も整備している。また、「病める人の立場に立った医療、地域から求められる新しい医療サービスの提供」を理念として、da Vinciサージカルシステム（内視鏡下手術支援ロボット）、トモセラピー（強度変調放射線治療機）、PET-CT、320列CTなどの最新の医療機器をいち早く導入するとともに、少数精鋭で地域医療の発展・向上に努めている。
2001年（平成13年）に自動車事故対策機構より中部療護センター（交通事故による脳損傷患者の治療施設）の運営を委託され、2008年（平成20年）10月には全国で3番目に社会医療法人に認可された。また、木沢記念病院を運営する社会医療法人厚生会は、2010年（平成22年）4月より指定管理者制度により多治見市民病院の運営や、予防医学の普及を目指しメディカルフィットネスクラブの運営も行っている。関連法人にのぞみの丘ホスピタル（精神医療施設）や社会福祉法人慈恵会、あじさい看護福祉専門学校などを有している。

## 診察科
- 内科
- 循環器科
- 消化器科
- 内分泌代謝科
- 腎臓内科
- 呼吸器科
- 血液内科
- 神経内科
- 心臓血管外科
- 外科
- 乳腺外科
- ロボット外科
- 脳神経外科
- 整形外科
- 形成外科
- 産婦人科
- 皮膚科
- 泌尿器科
- 小児科
- 眼科
- 耳鼻咽喉科
- 放射線科
- 放射線治療科
- 麻酔科
- 救急部門
- 精神腫瘍科
- 病理診断科

## 沿革
- 1913年（大正2年）4月 - 診療所「回生院」を開設。
- 1953年（昭和28年）11月 - 法人認可「医療法人厚生会」。
- 1972年（昭和47年）11月 - 人工腎血液透析センター開設。
- 1983年（昭和58年）7月 - リハビリテーションセンター開設。
- 1987年（昭和62年）11月 - 人間ドック部（現健康管理センター）開設。
- 1989年（平成元年）4月 - 特定医療法人認可「特定医療法人厚生会」。
- 1991年（平成3年）3月 - 病院名変更、「木沢記念病院」。
- 1994年（平成6年）4月 - 「あじさい看護専門学校」開校。
- 1996年（平成8年）
  - 8月 - エイズ拠点病院に指定。
  - 12月 - 中濃地区災害医療センターに指定。
- 1998年（平成10年９12月 - 木沢記念病院ロゴ・シンボルマーク設定。
- 1999年（平成11年）7月 - 病院機能評価認定（B）、岐阜県第1号。
- 2001年（平成13年）
  - 4月 - 交通事故療護センター運営 受託、452床。
  - 4月 - PET導入。
- 2003年（平成15年）10月 - 臨床研修病院に指定。
- 2005年（平成17年）12月 - トモセラピー / ハイアートシステム導入。
- 2007年（平成19年）5月 - 岐阜DMAT指定病院に指定。
- 2008年（平成20年）
  - 3月 - 320列CT アクイリオンワン導入。
  - 10月 - 社会医療法人に認定。
  - 10月 - 地域医療支援病院に認定。
  - 11月 - 連携大学院設置（岐阜大学大学院医学系研究科脳病態解析学・連携分野）。
- 2009年（平成21年）
  - 5月 - 多治見市民病院の指定管理者契約を締結。
  - 9月 - 病院機能評価V6.0認定更新。
- 2010年（平成22年）
  - 7月 - 第60回日本病院学会を開催。
  - 11月 - 内視鏡下手術支援ロボット「da Vinci」導入。
- 2011年（平成23年）7月 - 医師の院内資格認定制度「院内資格認定指導主治医基準」を開始。
- 2016年（平成28年）8月 - 厚生労働省の医療通訳拠点病院に認定。
- 2018年（平成30年）4月 - がんゲノム医療連携病院に指定。
- 2020年（令和2年）10月 - へき地医療拠点病院に指定[1]。
- 2022年（令和4年）1月 - 「中部国際医療センター」として新築移転・開院[2]。
- 2024年（令和6年）3月 - 岐阜県初となる陽子線を照射してがんを治療する「陽子線がん治療センター」を開設[3]。
- 2025年（令和7年）4月 - 救命救急センターに指定[4]。

## 医療機関の指定等
（この節の出典：）
- 地域医療支援病院
- 地域がん診療連携拠点病院
- 救命救急センター
- 地域災害拠点病院（岐阜DMAT指定病院）
- へき地医療拠点病院
- エイズ治療拠点病院
- がんゲノム医療連携病院
- 臨床研修指定病院
- 外国医師等が行う臨床修練病院
- 日本医療機能評価機構認定病院[6]
- 国際規格 ISO15189[7]
- NPO法人卒後臨床研修評価機構認定病院[8]
- JMIP（外国人患者受入れ医療機関認証制度）認定病院[9]
- JIH（ジャパン インターナショナル ホスピタルズ）推奨病院[10]
- 文部科学省科学研究費助成事業指定研究機関（社会医療法人厚生会 中部国際医療センター・研究支援センター）
- くるみん[11]

## 主な関連施設

### 付属施設
- 循環器病センター
- 糖尿病センター
- 中部療護センター
- 乳がん治療・乳房再建センター
- 関節再建センター
- 脊椎センター
- 腎センター
- 皮膚がんセンター
- 病理診断センター
- 中央検査センター
- 総合リハビリテーションセンター
- 中部療護センター - 独立行政法人自動車事故対策機構より運営委託
- 健康管理センター
- あじさい子育て支援センター
- 連携大学院
- 中部脳リハビリテーション病院

### 提携施設
- のぞみの丘ホスピタル - 精神科を中心とする心のケア病院。旧美濃加茂病院。
- サントピアみのかも - 老人保険施設
- あじさい看護福祉専門学校 - 看護師、介護福祉士を養成する専門学校
- 健康増進施設・クラブM - 生活習慣病の予防・改善・健康維持などを目的としたメディカル フィットネスクラブ。

## 所在地
- 岐阜県美濃加茂市健康のまち一丁目1番地

## 交通アクセス
自家用車
- JR高山本線・太多線・長良川鉄道越美南線 美濃太田駅北口より約5分。
- 東海環状自動車道 美濃加茂ICより約5分。

公共交通機関
- あい愛バス（美濃加茂市コミュニティバス）3公園連絡線「中部国際医療センター」バス停下車。
- ほぎもんバス（坂祝町コミュニティバス）青コース「中部国際医療センター」バス停下車。
- 川辺町福祉バス美濃加茂コース「中部国際医療センター」バス停下車。
- JR高山本線・太多線・長良川鉄道越美南線 美濃太田駅北口、名鉄広見線 西可児駅、名鉄広見線 日本ライン今渡駅、名鉄犬山線・広見線・小牧線 犬山駅西口、名鉄犬山線・各務原線 新鵜沼駅、中部脳リハビリテーション病院より無料送迎バスが出ている。
- 2022年（令和4年）7月19日より東鉄バス八百津線の一部が中部国際医療センターに乗り入れている。